# Halschany
Halschany bzw. Golschany (belarussisch Гальшаны/Halschany; russisch Гольшаны/Golschany; polnisch Holszany, litauisch Alšėnai) ist eine Ortschaft im Nordwesten von Belarus, Hrodsenskaja Woblasz, nahe der Grenze zu Litauen.
Der Ort wurde 1280 erstmals urkundlich erwähnt. Ursprünglich in Polen gelegen, kam er 1795 mit der dritten polnischen Teilung zu Russland, 1920 wieder zu Polen (Zweite Polnische Republik) und 1939 zur Weißrussischen SSR innerhalb der Sowjetunion. 1941–1944 war der Ort von deutschen Truppen besetzt.
Die Hauptsehenswürdigkeit des Ortes sind die Ruinen des Schlosses Halschany. Dieses wurde im frühen 17. Jahrhundert als Sitz der polnischen Adelsfamilie Holszański errichtet und 1704 im Großen Nordischen Krieg zerstört.

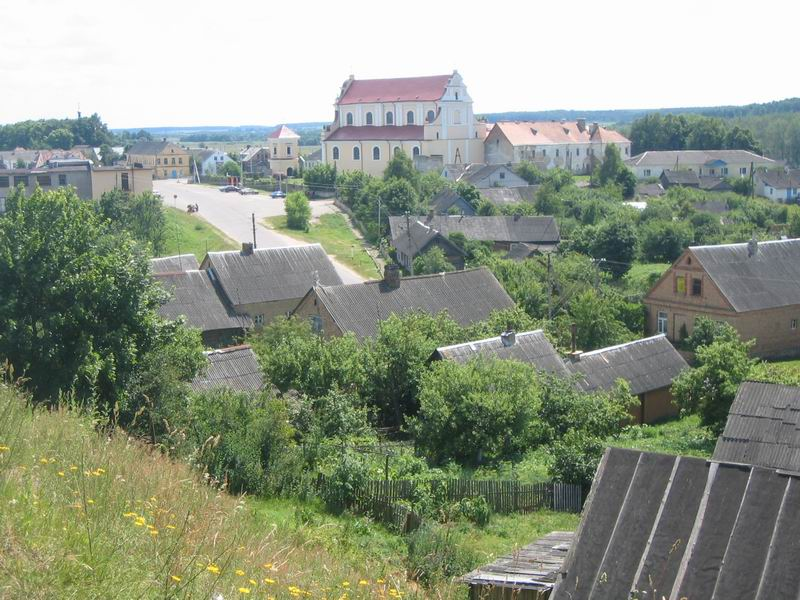
Halschany
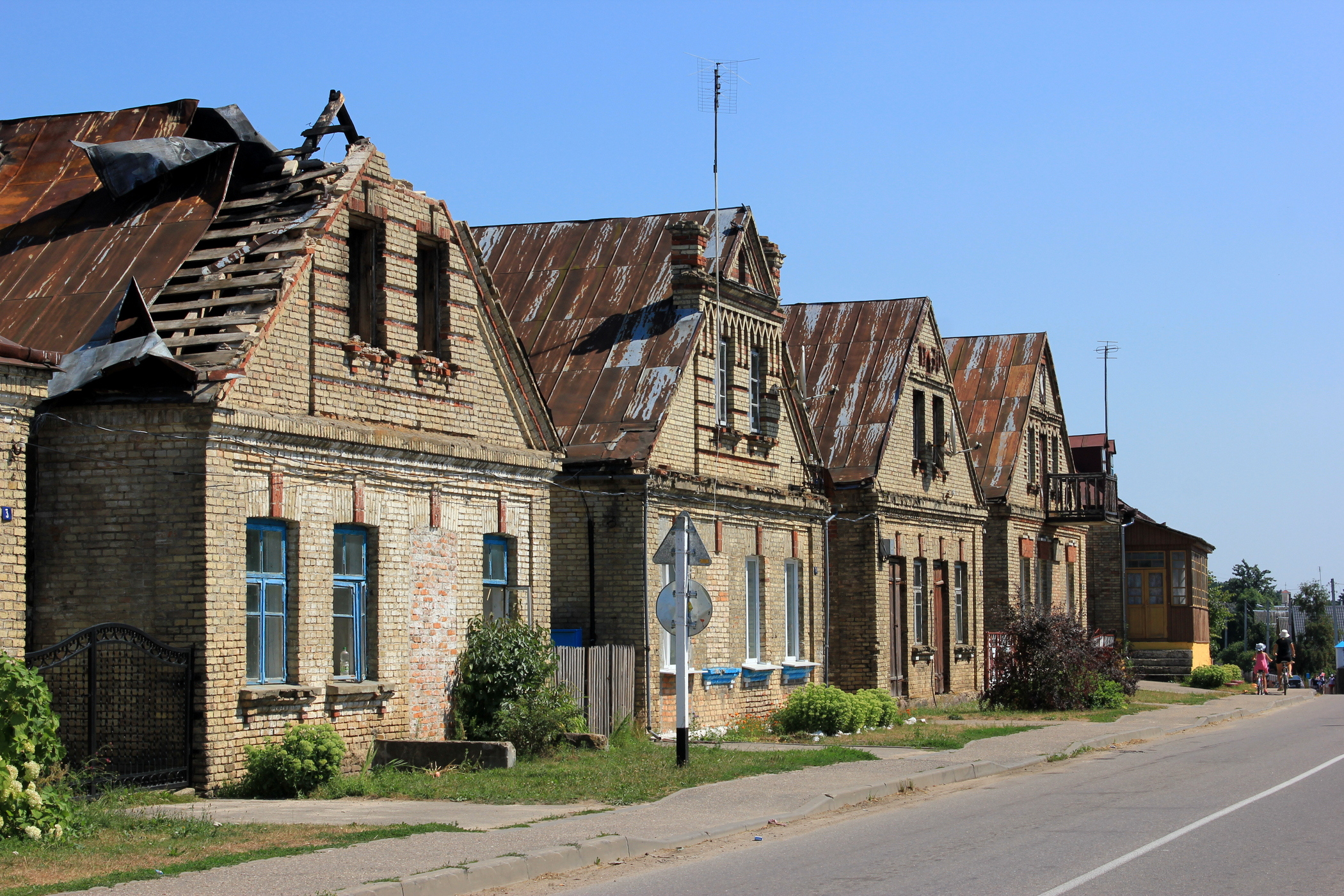
Straße in Halschany
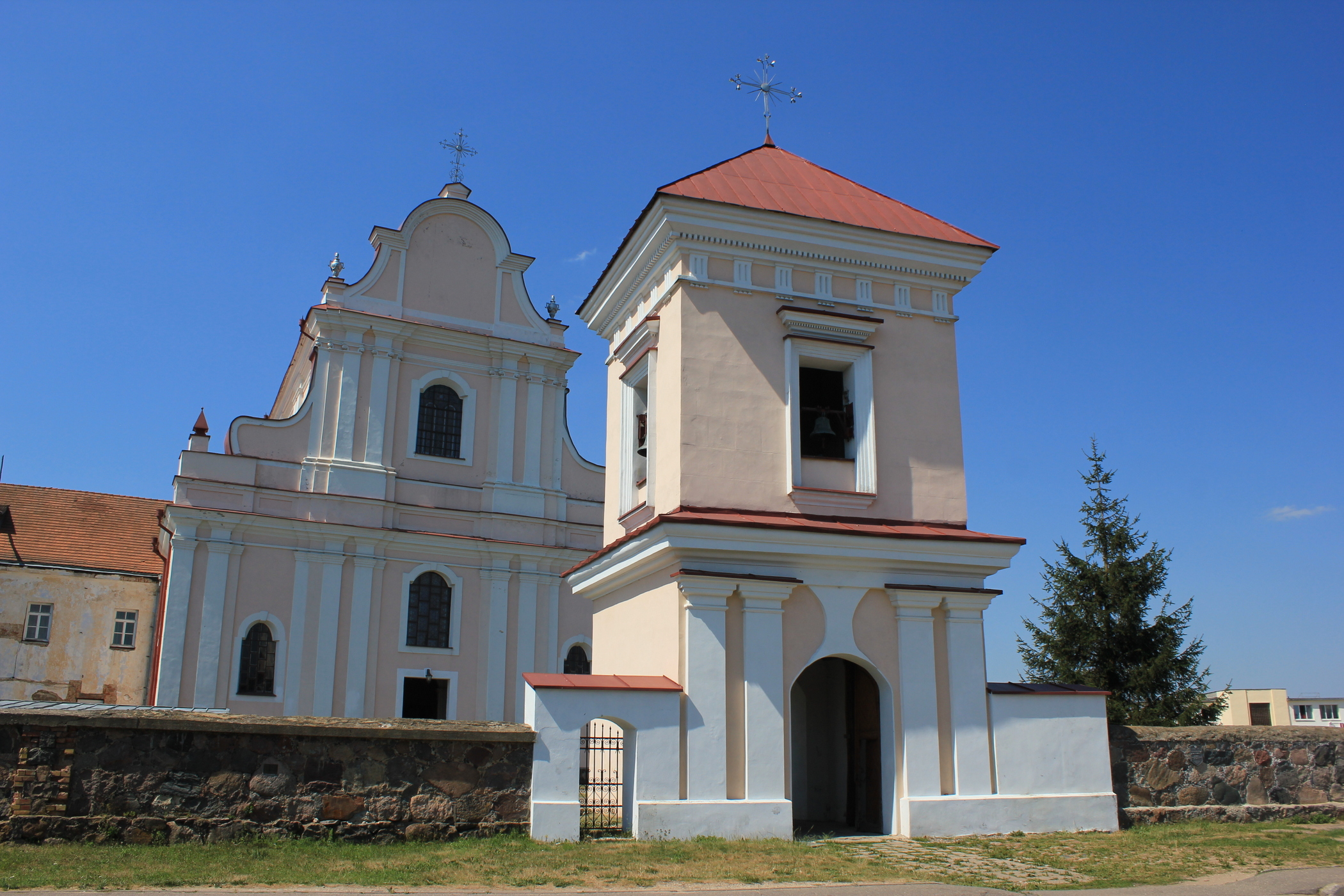
Kirche
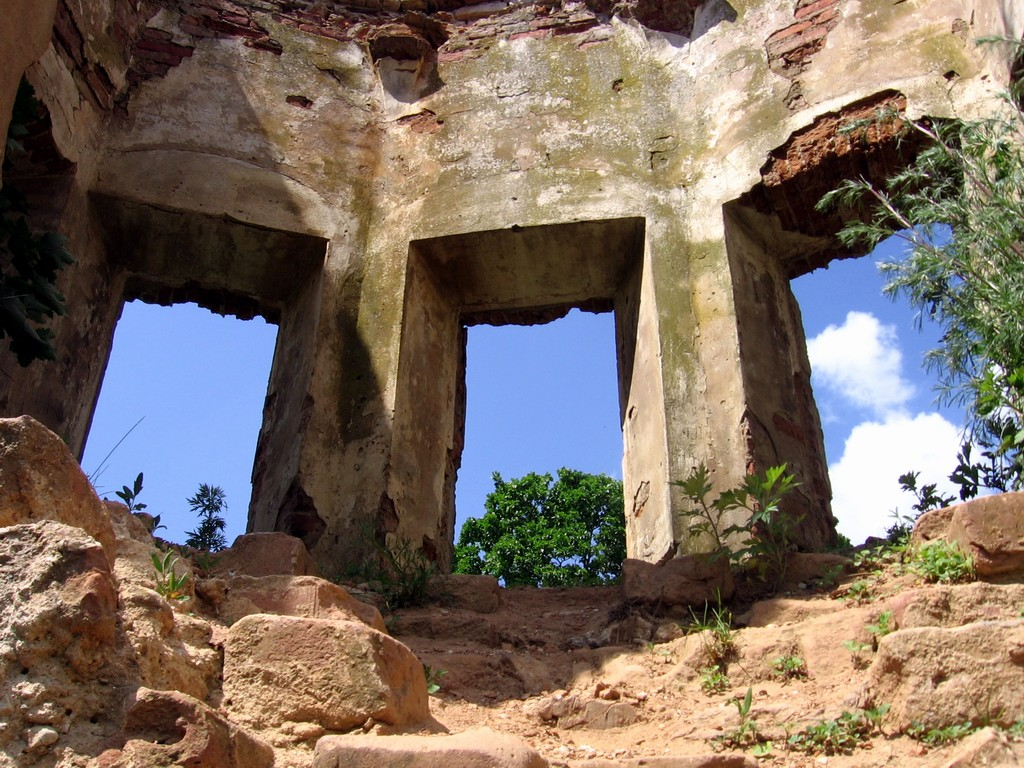
Ruinen des Schlosses Halschany
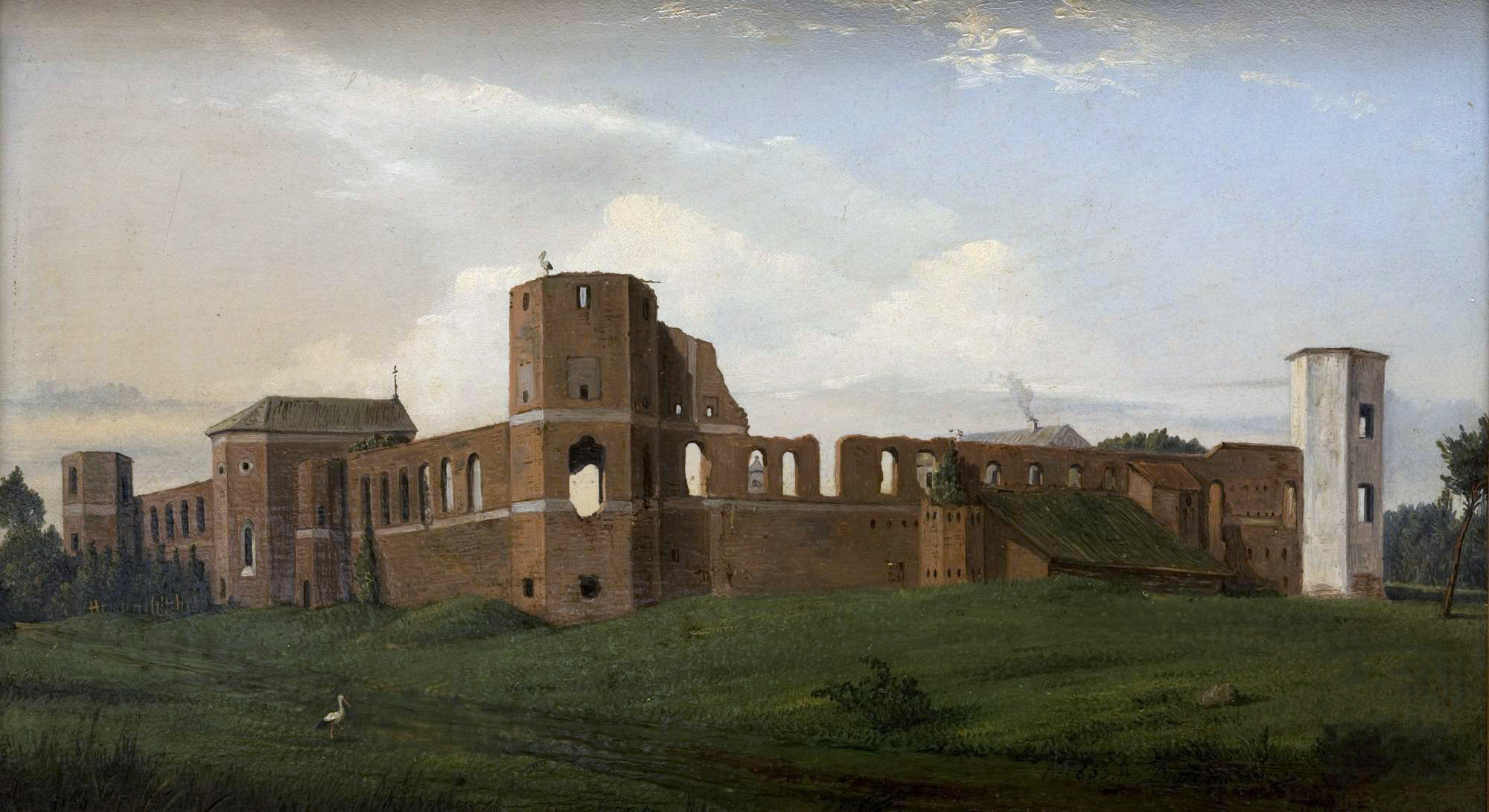
Vincentas Dmachauskas: Ruinen des Schlosses Halschany, 1853